# Миристинова киселина

Миристиновата киселина  С13Н27COOH е наситена едноосновна карбоксилна киселина.

## Получаване
Миристиновата киселина обикновено се добива от мускатово масло, съставено предимно от нейния твърд триглицерид, който се извлича чрез студено пресоване на семена (орехи) от Myristica moschata или други видове от рода Myristica, с последващо осапунване и вакуумна дестилация. Триглицеридът се съдържа в големи количества и в маслото на Canarium commune. В малки количества присъства в кокосовото масло и някои други растителни мазнини.

## Свойства
Миристиновата киселина кристализира във вид на пластини. Има температура на топене —54 °C и температура на кипене 248° (при 100 мм. живачен стълб). Лесно се разтваря в етилов спирт и диетилов етер. Неразтворима във вода.